# 아흐마드 이븐 이브리힘 알가지
아흐마드 이븐 이브리힘 알가지(아랍어: أحمد بن إبراهيم الغازي, 소말리어: Axmad bin Ibrahim al-Ghazi, 1506년 ~ 1543년 2월 21일)는 아달 술탄국의 이맘이자 장군으로, 수 차례에 걸쳐 에티오피아 제국을 침략했다. 1529년에서 1543년에 걸친 에티오피아-아달 전쟁 당시 아흐마드는 소말리족으로 구성된 군대를 지휘하여 에티오피아 영토의 4분의 3을 정복했다.

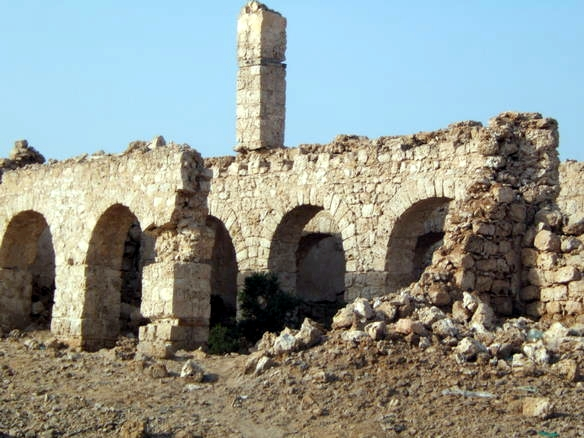
소말리아 젤리아에 있는 아달 술탄국의 유적

## 같이 보기
- 아달 술탄국
- 에티오피아의 역사